# Lijst van rijksmonumenten in Noordbroek
De plaats Noordbroek telt 18 inschrijvingen in het rijksmonumentenregister. Hieronder een overzicht.
| Object | Oorspronkelijke functie?  | Bouwjaar                                                     | Architect                      | Locatie             | Coördinaten?                  | Nr.?   | Afbeelding                                                                            |
| --- | ------------------------- | ------------------------------------------------------------ | ------------------------------ | ------------------- | ----------------------------- | ------ | ------------------------------------------------------------------------------------- |
| Diep pand onder zadeldak met voorschild en versierde kroonlijst                                                            | Woonhuis                  | 1716 begin 20e eeuw (winkelpui)                              |                                | Hoofdstraat 1       | 53° 11' 34" NB, 6° 52' 26" OL | 31611  | Meer afbeeldingen                                                                     |
| Hervormde kerk met vrijstaande toren (d'Olle Dodde)                                                                        | Kerk en kerkonderdeel     | 1300-1350 1720 (beklamping, ingangsportaal) 1968-'72 (rest.) | R. Offringa (1968-'72)         | bij Noordersingel 1 | 53° 12' 9" NB, 6° 52' 21" OL  | 31612  | Meer afbeeldingen                                                                     |
| Voorm. onderwijzerswoning onder hoog tentdak met klokkentorentje (Openbare Bibliotheek)                                    | Dienstwoning              | 19e eeuw                                                     |                                | Hoofdstraat 26      | 53° 11' 40" NB, 6° 52' 27" OL | 31613  | Meer afbeeldingen                                                                     |
| Doopsgezinde kerk | Kerk en kerkonderdeel     | 1811                                                         |                                | Hoofdstraat 80      | 53° 11' 52" NB, 6° 52' 25" OL | 31614  | Meer afbeeldingen                                                                     |
| Doopsgezinde pastorie | Woonhuis                  | midden 19e eeuw                                              |                                | Hoofdstraat 82      | 53° 11' 53" NB, 6° 52' 25" OL | 31615  | Meer afbeeldingen                                                                     |
| Oldambtster boerderij met zelfstandig overkapt voorhuis en twee series zoldervensters                                      | Boerderij                 |                                                              |                                | Korengarst 4        | 53° 12' 48" NB, 6° 52' 57" OL | 31616  | Oldambtster boerderij met zelfstandig overkapt voorhuis en twee series zoldervensters |
| De Noordstar | Industrie- en poldermolen | 1849 1989-'90 (rest.)                                        | Roemeling en Molema (1989-'90) | Molenlaan 3         | 53° 12' 2" NB, 6° 52' 19" OL  | 31617  | Meer afbeeldingen                                                                     |
| Voorm. hervormde pastorie                                                                                                  | Kerkelijke dienstwoning   | 1823                                                         |                                | Noorderstraat 1     | 53° 12' 10" NB, 6° 52' 21" OL | 31618  | Meer afbeeldingen                                                                     |
| Oldambtster boerderij met zelfstandig overkapt voorhuis en twee series zoldervensters                                      | Boerderij                 | 1802                                                         |                                | Noorderstraat 9     | 53° 12' 14" NB, 6° 52' 21" OL | 31619  | Meer afbeeldingen                                                                     |
| Boerderij van het oudere Oldambtster type, waarbij het zadeldak van het voorhuis steiler helt dan dat over de grote schuur | Boerderij                 | 1800-1850                                                    |                                | Noorderstraat 4     | 53° 12' 12" NB, 6° 52' 25" OL | 31620  | Meer afbeeldingen                                                                     |
| Oldambster boerderij met onderkelderd voorhuis met voorgevel geleed door middenrisaliet en zijpilasters                    | Boerderij                 | 1868                                                         |                                | Zuiderstraat 63     | 53° 11' 28" NB, 6° 52' 23" OL | 31621  | Meer afbeeldingen                                                                     |
| Boerderij van het Oldambtster type met ingang opzij                                                                        | Boerderij                 | 18e eeuw 1874 (schuur herbouwd na brand)                     |                                | Zuiderstraat 10     | 53° 11' 6" NB, 6° 52' 31" OL  | 31622  | Meer afbeeldingen                                                                     |
| Noordermolen | Industrie- en poldermolen | 1805 1946, 1955 en 1964 (herst.) 2004-'05 (rest.)            | Dunning (2004-'05)             | Hamrik 2            | 53° 12' 50" NB, 6° 54' 22" OL | 31623  | Meer afbeeldingen                                                                     |
| Oldambster boerderij in eclectische stijl met aangebouwde bijschuur                                                        | Boerderij                 | 1868 1920-1929 (verb.) 1970-1979 (serre) 1996 (rest.)        |                                | Zuiderstraat 61     | 53° 11' 26" NB, 6° 52' 24" OL | 520967 | Meer afbeeldingen                                                                     |
| Dwarshuisboerderij in Overgangsstijl met aangebouwde bijschuur                                                             | Boerderij                 | 1912                                                         |                                | Hoofdstraat 77      | 53° 11' 54" NB, 6° 52' 21" OL | 520968 | Dwarshuisboerderij in Overgangsstijl met aangebouwde bijschuur                        |
| Woonhuis in verstrakte Amsterdamse Schoolstijl met aangebouwde garage                                                      | Woonhuis                  | 1936-'37 1990-91 (uitbr.)                                    | Kruijer en Visker              | Zuiderstraat 36     | 53° 11' 27" NB, 6° 52' 28" OL | 520973 | Woonhuis in verstrakte Amsterdamse Schoolstijl met aangebouwde garage                 |
| Rentenierswoning in Overgangsstijl met aangebouwd koetshuis                                                                | Woonhuis                  | 1910                                                         | waarsch. G. Kruizinga          | Zuiderstraat 34     | 53° 11' 26" NB, 6° 52' 28" OL | 520976 | Rentenierswoning in Overgangsstijl met aangebouwd koetshuis                           |
| Avondzon | Gezondheidszorg           | 1937 1948 (schuur) ca. 1985 (verb.)                          | Jan Kruize                     | Sappemeersterweg 1  | 53° 11' 36" NB, 6° 51' 58" OL | 520977 | Upload foto                                                                           |